# Tłumaczyk
Tłumaczyk (ukr. Товмачик, Towmaczyk) – wieś w rejonie kołomyjskim obwodu iwanofrankiwskiego.
Wieś liczy 1746 mieszkańców. Znajduje tu się przystanek kolejowy Tłumaczyk, położony na linii Kołomyja – Delatyn.
Częścią wsi jest Majdan Graniczny.

## Historia
W II Rzeczypospolitej miejscowość była siedzibą gminy wiejskiej Tłumaczyk w powiecie kołomyjskim województwa stanisławowskiego. W latach 1943–1945 nacjonaliści ukraińscy z OUN-UPA zamordowali tutaj 14 Polaków.